# Abarth 695 Tributo Ferrari
El Abarth 695 Tributo Ferrari es un automóvil de turismo compacto deportivo Hatchback de 3 puertas, producido por el fabricante italiano Abarth, filial de Fiat S.p.A.
Se fabricaron 1695 unidades en total para todo el mundo entre 2010 y 2013, de las cuales 1198 unidades estaban disponibles del color «Rojo Corsa», 299 del «Amarillo Módena» y 99 del «Azul Abu Dabi» y el «Gris Titanio». Era el 500 más potente que vendía Abarth y además el más caro.

## Desarrollo

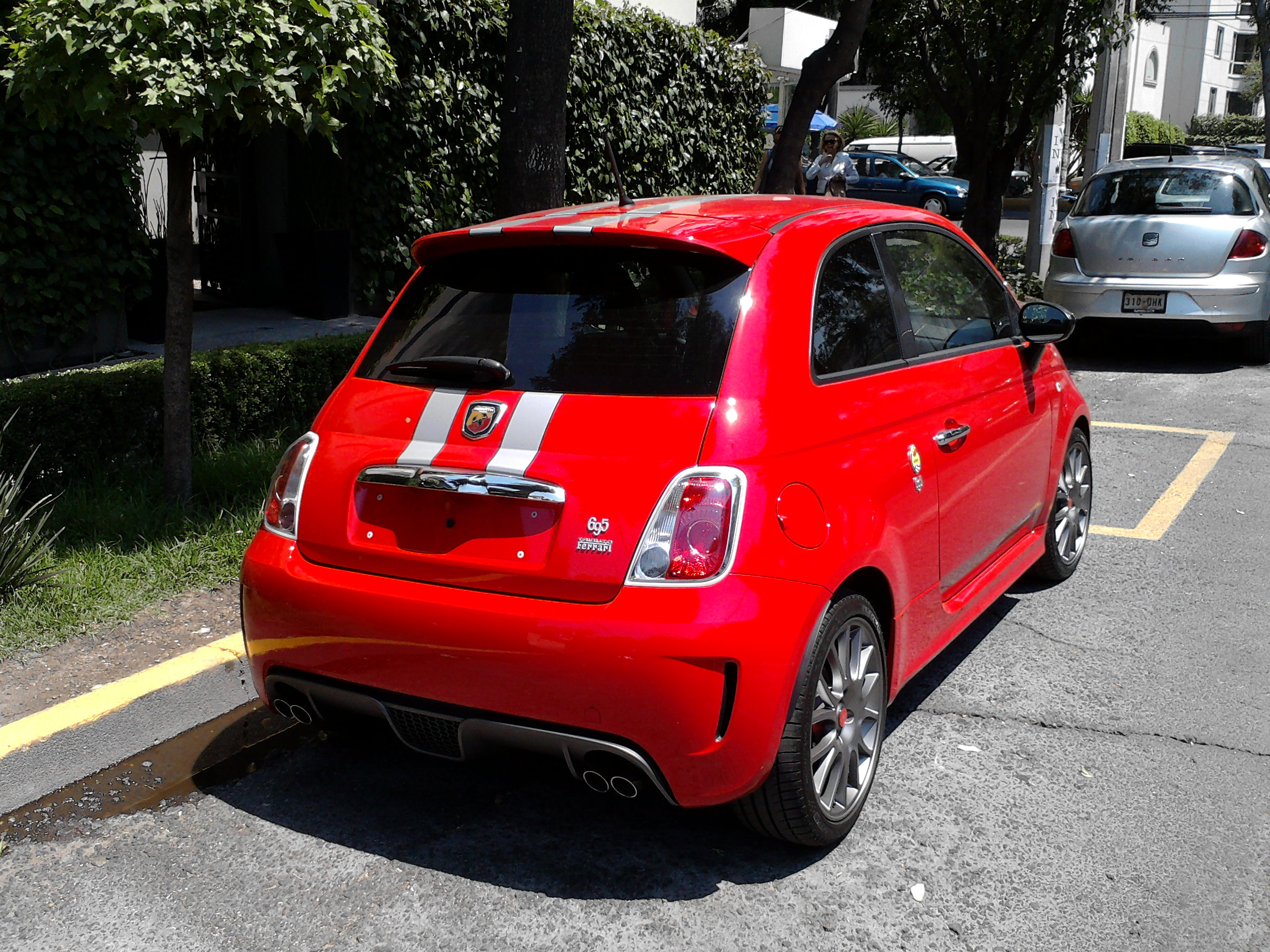
Vista trasera en Rojo Corsa.

En 2009, Abarth fabricó el Abarth Ferrari Dealers en colaboración con los ingenieros dicha marca. Un modelo basado en el Fiat 500 (2007), al que se le han hecho una serie de cambios en el diseño de la carrocería y en el motor; en un principio se realizó una preserie exclusiva de 200 unidades que solamente eran ofrecidos en los concesionarios Ferrari como vehículos de cortesía.
Este coche es pequeño y ágil, que fue una modificación del Fiat 500 Ferrari Edition que se utilizó en 2008 y del que también se produjeron 200 unidades. Fue el primer Abarth 500 y nunca ha salido al mercado, única y exclusivamente se pudo adquirir usado en los concesionarios Ferrari. En el futuro será un coche ideal para coleccionistas, ya que todos ellos se encuentran numerados.
Este modelo se presentaba inicialmente en color rojo Corsa, propio de la casa Ferrari, atravesado por líneas de color gris para darle un aire deportivo, así como los exclusivos semibaquets “Abarth Corsa by Sabelt" en piel y alcantara, con carcasa y base del cojín de carbono y una transmisión manual. Debido al éxito que obtuvo entre los clientes de Ferrari, fue presentado en el Salón del Automóvil de Fráncfort de 2009 y, a partir de 2010, se optó por poner en fabricación el Abarth 695 Tributo Ferrari.

## Características

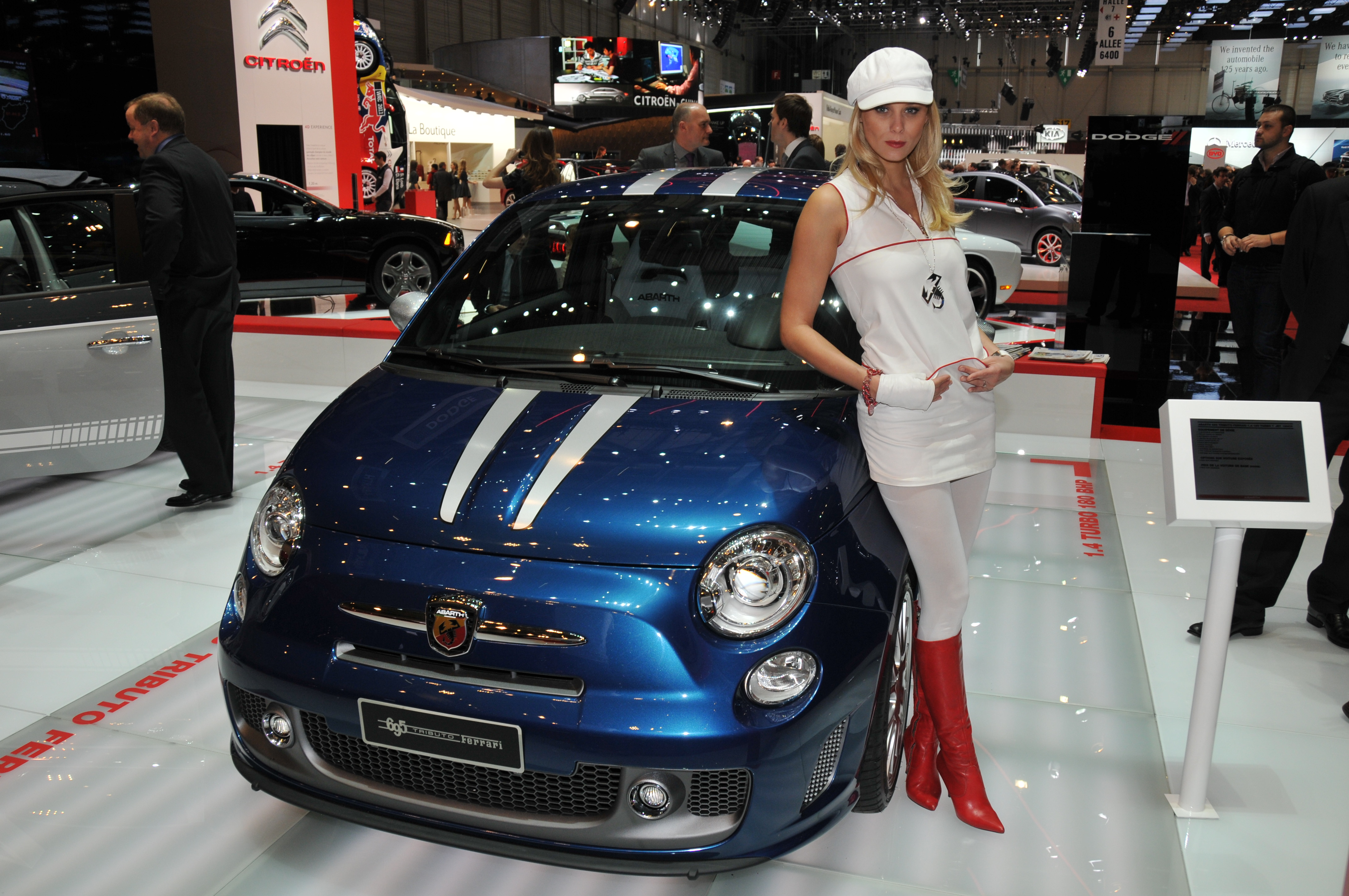
En Azul Abu Dabi en el Salón del Automóvil de Ginebra el 27 de febrero de 2011.

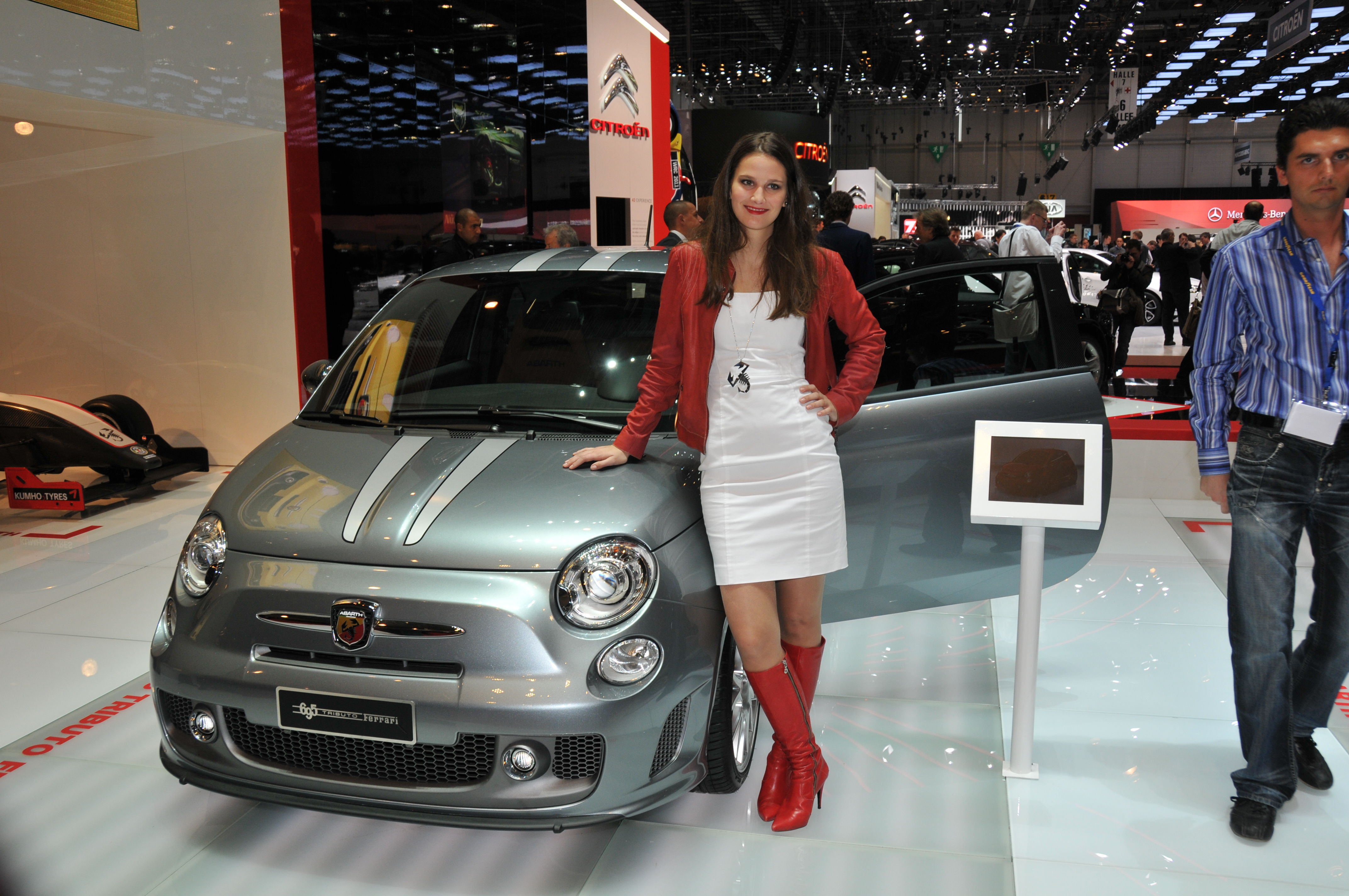
En Gris Titanio.

Se le han incorporado los tubos de escape Record Monza capaz de enaltecer las prestaciones y el “sonido” del motor a partir de las 3000 rpm, luces de xenón Magneti Marelli Automotive Lighting, llantas de aleación de 17 pulgadas (43,2 cm) con neumáticos especiales, con diseño específico inspirado en el de las llantas Ferrari y los espejos retrovisores laterales se han fabricado en fibra de carbono y detalles Gris Carrera en las llantas y las tomas de aire delanteras. Además, monta faros de xenón. Los laterales se adornan con el nuevo emblema creado para la ocasión, para celebrar la colaboración entre estas dos importantes marcas. Se le ha instalado una suspensión más dura y unos frenos fabricados por Brembo multiseccionados de 284 mm (11,2 pulgadas) con 4 calipers fijos y amortiguadores específicos que garantizan prestaciones con total seguridad.
Tiene un motor TurboJet de 1368 cm³ (1,4 L; 83,5 plg³) con distribución de doble (DOHC) árbol de levas a la cabeza por cada bancada de cilindros y 4 válvulas por cilindro (16 en total), que desarrolla una potencia máxima de 180 CV (178 HP; 132 kW) a las 5750 rpm y un par máximo de 230 N·m (170 lb·pie) a las 3300 rpm, lo que le permite alcanzar una velocidad máxima de 225 km/h (140 mph).
El interior también ha sido rediseñado, instalándole unos asientos deportivos fabricados únicamente para este modelo. El cuadro de mandos Jaeger recuerda al de los modelos Ferrari y el volante de piel lleva el sistema MTA ("Manual Transmission Automated") con mando electrohidráulico y dos modos de uso: Manual y Automático, el cual es utilizado en los coches de carreras para controlar las marchas desde el volante.
El motor está acoplado a una transmisión especial C510 de cinco velocidades Dualogic, la cual es controlada por paletas montadas en la columna de la dirección. Es una manual con embrague sencillo automático, el cual ha sido calibrado para realizar cambios más rápidos que en la versión del Essesse regular. La combinación de la transmisión y el motor, ciertamente hace sentir que el coche va más rápido de lo que realmente es. En el modo Automático, el sistema cambia de marcha basándose en la velocidad del coche, la velocidad de giro del motor y la presión en el acelerador. Además cuenta con la función “Kick Down” proporcionando potencia y par cuando es necesario por ejemplo, adelantando.
Las prestaciones deportivas y la emoción al volante se acentúan cuando se presiona el botón SPORT en el salpicadero, que activa parámetros específicos en la caja de cambios, en la unidad de control del motor y en la dirección para una conducción todavía más deportiva.
Incluye de serie 5 airbags: dos delanteros, dos laterales y uno para las rodillas, además de ABS con sistema EBD (Electronic Brake Distribution), el sofisticado ESP (Electronic Stability Program) con sistema antideslizante ASR (Anti Slip Regulation), al HBA (Hydraulic Brake Assistance) que ayuda en las frenadas de urgencia y al Hill Holder, que asiste al conductor en los arranques en cuesta, el cual también ofrece el sistema TTC (Torque Transfer Control).
La misma fuerte personalización encontramos en el interior. El volante de tres radios en cuero, es de base plana para asegurar una mejor habitabilidad con empuñaduras con aplicación en piel roja, en combinación con los asientos, y línea tricolor. Destaca el panel de instrumentos del Abarth 695 “Tributo Ferrari” que se caracteriza por los indicadores realizados específicamente con la marca Jaeger que, inspirándose en la casa de Maranello, propone un cuadro de instrumentos con fondo blanco combinado con el manómetro de la presión del turbo separado y analógico.

## Especificaciones
A continuación, los demás datos técnicos:
| Chasis                                | Monocasco de acero unitario.                                                      |
| Alimentación                          | Inyección multipunto de combustible secuencial.                                   |
| Aspiración                            | Turbocompresor Garrett GT1446 de geometría fija con intercooler.                  |
| Límite de régimen (línea roja)        | 6500 rpm.                                                                         |
| Relación de compresión                | 10,8:1.                                                                           |
| Sistema de lubricación                | Cárter húmedo.                                                                    |
| Ignición                              | Bobina en bujía.                                                                  |
| Distribución de peso                  | 64% (del.) 36% (tras.)                                                            |
| Capacidad del depósito de combustible | 35 litros (9,2 galAm).                                                            |
| Emisiones de CO2                      | 155 g (5,5 onzas)/km.                                                             |
| Relaciones de la transmisión          | 1ª: 3,55; 2ª: 2,238; 3ª: 1,52; 4ª: 1,156; 5ª: 0,827; Reversa: 3,909; Final: 3,73. |